# Яроцин
Яро́цин (пол. Jarocin, нім. Jarotschin) — місто в західній Польщі, на Каліській височині.
У місті відбувається відомий фестиваль, який в комуністичні часи був найбільшим фестивалем молодіжної (зокрема рокової) музики в Східному блоці. 

## Демографія
Демографічна структура станом на 31 березня 2011 року:
|          | Загалом | Допрацездатний вік | Працездатний вік | Постпрацездатний вік |
| -------- | ------- | ------------------ | ---------------- | -------------------- |
| Чоловіки | 12652   | 2386               | 9024             | 1242                 |
| Жінки    | 13672   | 2251               | 8330             | 3091                 |
| Разом    | 26324   | 4637               | 17354            | 4333                 |